# محمود زهار

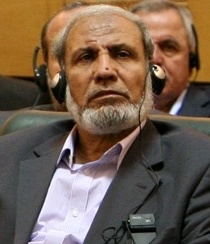
محمود الزهار در پنجمین کنفرانس بین‌المللی حمایت از انتفاضه فلسطین، تهران

محمود الزهار از بنیانگذاران سازمان شبه نظامی حماس و از رهبران اصلی این سازمان است.

## زندگی خصوصی
محمود الزهار از پدری فلسطینی و مادری مصری متولد شد. وی در سن ۲۶ سالگی موفق به دریافت درجه دکتر عمومی از دانشگاه قاهره شد و پنج سال پس از آن موفق به دریافت درجه جراح داخلی از دانشگاه عین الشمس شد. وی از بنیان‌گذاران اصلی دانشگاه اسلامی غزه در سال ۱۹۷۸ میلادی است.
وی دارای سه پسر و یک دختر از همسرش سمیه بوده است. دو تن از پسران وی در حملات نیروهای دفاعی اسرائیل کشته‌شده‌اند.

## حماس
محمود الزهار یکی از بنیان‌گذاران گروه شبه‌نظامی حماس بوده است.
در تاریخ ۱۰ سپتامبر ۲۰۰۳ میلادی، جنگنده‌های نیروی هوایی اسرائیل، خانه وی در منطقه ریمال در شهر غزه را مورد هدف قرار دادند. وی از حادثه بمباران جان سالم به در برد ولی یکی از پسران و یکی از محافظانش در این حادثه کشته‌شدند.
در تاریخ ۱۵ ژانویه ۲۰۰۸ میلادی، حسام، جوانترین پسر محمود الزهار، مورد شناسایی یک بالگرد آپاچی نیروی دفاعی اسرائیل قرار گرفت و به همراه محافظانش کشته‌شد.